# Lasioglossum potosi
Lasioglossum potosi là một loài Hymenoptera trong họ Halictidae. Loài này được McGinley mô tả khoa học năm 2003.